# NACRA Sevens 2012
El NACRA Sevens (North America Caribbean Rugby Association) de 2012 fue la novena edición del principal torneo de rugby 7 de la Confederación Norteamérica de Rugby.
Se disputó del 25 al 26 de agosto en Ottawa, Canadá.
El torneo entregó dos plazas para la Copa del Mundo de Rugby 7 de 2013.

## Fase de grupos

### Primera Fase

#### Grupo A
| Equipo                       | Encuentros | Encuentros | Encuentros | Encuentros | Tantos  | Tantos    | Tantos     | Puntos |
| Equipo                       | jugados    | ganados    | empatados  | perdidos   | a favor | en contra | diferencia | Puntos |
| ---------------------------- | ---------- | ---------- | ---------- | ---------- | ------- | --------- | ---------- | ------ |
| Estados Unidos               | 2          | 2          | 0          | 0          | 97      | 0         | +97        | 6      |
| Jamaica                      | 2          | 1          | 0          | 1          | 50      | 33        | +17        | 4      |
| San Vicente y las Granadinas | 2          | 0          | 0          | 2          | 0       | 114       | -114       | 2      |

#### Grupo B
| Equipo   | Encuentros | Encuentros | Encuentros | Encuentros | Tantos  | Tantos    | Tantos     | Puntos |
| Equipo   | jugados    | ganados    | empatados  | perdidos   | a favor | en contra | diferencia | Puntos |
| -------- | ---------- | ---------- | ---------- | ---------- | ------- | --------- | ---------- | ------ |
| Canadá   | 3          | 3          | 0          | 0          | 124     | 5         | +119       | 9      |
| México   | 3          | 2          | 0          | 1          | 33      | 43        | -10        | 7      |
| Bahamas  | 3          | 1          | 0          | 2          | 22      | 59        | -37        | 5      |
| Bermudas | 3          | 0          | 0          | 3          | 12      | 84        | -72        | 3      |

#### Grupo C
| Equipo            | Encuentros | Encuentros | Encuentros | Encuentros | Tantos  | Tantos    | Tantos     | Puntos |
| Equipo            | jugados    | ganados    | empatados  | perdidos   | a favor | en contra | diferencia | Puntos |
| ----------------- | ---------- | ---------- | ---------- | ---------- | ------- | --------- | ---------- | ------ |
| Trinidad y Tobago | 3          | 3          | 0          | 0          | 41      | 31        | +10        | 9      |
| Guyana            | 3          | 2          | 0          | 1          | 37      | 31        | +6         | 7      |
| Barbados          | 3          | 1          | 0          | 2          | 38      | 41        | -3         | 5      |
| Islas Caimán      | 3          | 0          | 0          | 3          | 45      | 58        | -13        | 3      |

### Etapa eliminatoria
|  | Cuartos de final  | Cuartos de final  | Cuartos de final |                |                | Semifinales    | Semifinales | Semifinales |  |        | Copa   | Copa | Copa |  |
|  |                   |                   |                  |                |                |                |             |             |  |        |        |      |      |  |
|  |                   |                   |                  |                |                |                |             |             |  |        |        |      |      |  |
|  | Canadá            | Canadá            | 45               |                |                |                |             |             |  |        |        |      |      |  |
|  | Canadá            | Canadá            | 45               |                |                |                |             |             |  |        |        |      |      |  |
|  | Barbados          | Barbados          | 7                |                |                |                |             |             |  |        |        |      |      |  |
|  | Barbados          | Barbados          | 7                |                | Canadá         | Canadá         | 31          |             |  |        |        |      |      |  |
|  |                   |                   |                  |                | Canadá         | Canadá         | 31          |             |  |        |        |      |      |  |
|  |                   |                   | Jamaica          | Jamaica        | 0              |                |             |             |  |        |        |      |      |  |
|  | Jamaica           | Jamaica           | Jamaica          | Jamaica        | 0              | 19             |             |             |  |        |        |      |      |  |
|  | Jamaica           | Jamaica           |                  |                |                |                |             |             |  |        |        |      |      |  |
|  | Trinidad y Tobago | Trinidad y Tobago | 5                |                |                |                |             |             |  |        |        |      |      |  |
|  | Trinidad y Tobago | Trinidad y Tobago | 5                |                |                |                |             |             |  | Canadá | Canadá | 26   |      |  |
|  |                   |                   |                  |                |                |                |             |             |  | Canadá | Canadá | 26   |      |  |
|  |                   |                   | Estados Unidos   | Estados Unidos | 19             |                |             |             |  |        |        |      |      |  |
|  | Estados Unidos    | Estados Unidos    | Estados Unidos   | Estados Unidos | 19             | 47             |             |             |  |        |        |      |      |  |
|  | Estados Unidos    | Estados Unidos    |                  |                |                |                |             |             |  |        |        |      |      |  |
|  | Bahamas           | Bahamas           | 0                |                |                |                |             |             |  |        |        |      |      |  |
|  | Bahamas           | Bahamas           | 0                |                | Estados Unidos | Estados Unidos | 33          |             |  |        |        |      |      |  |
|  |                   |                   |                  |                | Estados Unidos | Estados Unidos | 33          |             |  |        |        |      |      |  |
|  |                   |                   | México           | México         | 7              |                |             |             |  |        |        |      |      |  |
|  | México            | México            | México           | México         | 7              | 17             |             |             |  |        |        |      |      |  |
|  | México            | México            |                  |                |                |                |             |             |  |        |        |      |      |  |
|  | Guyana            | Guyana            | 14               |                |                |                |             |             |  |        |        |      |      |  |
|  | Guyana            | Guyana            | 14               |                |                |                |             |             |  |        |        |      |      |  |
|  |                   |                   |                  |                |                |                |             |             |  |        |        |      |      |  |

| Bandera de Canadá |
| Campeón Canadá    |
| 1.er título       |